# Índex de peròxids
L'índex de peròxids (en anglès: peroxide value) d'un oli o un greix és una mesura molt usada del grau d'enranciment que hi ha hagut a conseqüència de l'emmagatzemament d'un lípid.
Els dobles enllaços que es troben als greixos juguen un important paper en l'autooxidació. Els olis amb un alt grau de greix insaturat són més susceptibles per l'autooxidació. El millor test per determinar l'autooxidació és mitjançant l'índex de peròxids. Els peròxids són productes intermedis en la reacció d'autooxidació.
L'índex de peròxid es defineix com la quantitat de peròxid d'oxigen per un quilo de greix o oli. Tradicionalment s'ha expressat en forma de mil·liequivalents però en el sistema internacional SI és més adequat els mil·limols (Nota 1 mil·limol = 2 mil·liequivalents).  Mil·liequivalent s'abreuja com mequiv o fins i tot com meq
L'índex de peròxid es determina mesurant la quantitat de iode que es forma per reacció dels peròxids en el greix o l'oli) amb l'ió iodur.
2 I- + H₂O + ROOH → ROH + 20H- + I₂
La base química produïda en aquesta reacció és absorbida per l'excés d'àcid acètic present. El iode alliberat és determinat amb tiosulfat de sodi.
2S₂O₃2- + I₂ → S₄O₆2- + 2 I-
L'indicador que es fa servir és l'amilosa.

## Gust
La correlació entre el gust ranci i l'índex de peròxid depèn del tipus d'oli. Les olors i gustos a ranci estan associades principalment als compostos amb grup funcional carbonil des de bon principi.
Els índex de peròxids en olis joves són menors de 10 mil·liequivalents /kg, quan l'índex de peròxid està entre 30 i 40 mil·liequivalents/kg, ja es nota el gust de ranci.